# Norinco Type 86S
O Norinco Type 86S (em chinês:  86S自动步枪, transl. 86Szìdòng bùqiāng, Fuzil Automático 86S) é um fuzil bullpup de estilo do AKM produzido pela Norinco. Muitas peças principais são intercambiáveis com outros fuzis Kalashnikov padrão.
O Type 86S foi projetado para exportação para os Estados Unidos, onde a propriedade civil de fuzis de cano curto não é permitida por lei.

## História
Fuzis com configurações bullpup foram testados pela Norinco no início dos anos 1980, o que resultou nos protótipos bullpup WTC-1 e WTC-2 em 1983. Os dois protótipos compartilhavam elementos semelhantes com o Type 86S.

## Projeto
O projeto do Type 86S difere do AK-47 de várias maneiras. O grupo gatilho-cão está alojado em uma extensão traseira do receptáculo, bem atrás da empunhadura de pistola. O mecanismo de operação é exatamente o mesmo do AK-47/AKM padrão, com exceção de uma biela. A arma em si é construída com base no Type 56.
A chave seletora/trava de segurança é bem diferente da alavanca de chapa metálica encontrada no AK-47/AKM padrão. O seletor/trava de segurança do Type 86S tem formato de polegar e está localizado no lado direito do receptáculo, diretamente acima da empunhadura de pistola. O seletor consiste em trava de segurança e semiautomático.
A alça de transporte possui mira integrada, baseada no fuzil FAMAS. Uma baioneta também pode ser colocada embaixo do cano.
Uma empunhadura frontal dobrável de plástico vertical com mola é montada na frente do receptáculo. Quando não está em uso, ela se dobra para baixo do cano. O alojamento do carregador è localizado na parte traseira da empunhadura de pistola e aceita carregadores de 10, 20 e 30 cartuchos, bem como carregadores tipo tambor. A alça de mira é uma mira de abertura montada em um ressalto.
Girar o botão de ajuste define a alça de mira para alcances de 100, 200 ou 300 metros. Tanto a massa de mira quanto a alça de mira são montadas na combinação de tubo de gás e guarda-mão que se prende firmemente ao receptáculo.
Dois tipos de fuzis Type 86S foram fabricados. Um consiste em fuzis Type 86S com alavanca de manejo reta, enquanto outro possui alavanca de manejo curva.

## EUA
O Type 86S já foi importado para os Estados Unidos pela China Sports (braço de importação/exportação da Norinco naquele país), destinado ao mercado civil. Menos de 2.000 fuzis Type 86S foram importados para os EUA durante o final da década de 1980, antes que a importação de fuzis semiautomáticos fosse proibida em 1989.
O Type 86S é considerado uma arma de assalto, impedindo que seja fabricado nos EUA por 10 anos, de acordo com o projeto de lei da Lei de Controle do Crime Violento e Aplicação da Lei, aprovado em 13 de setembro de 1994.
A lei foi extinta e expirou em 2004.